# Cordelle
Pour les articles homonymes, voir Cordelle (homonymie).
Cordelle est une commune française située dans le département de la Loire en région Auvergne-Rhône-Alpes. Ses habitants sont appelés les Cordellois.

## Géographie

### Localisation
Cordelle est une commune française située à environ 15 km au sud de Roanne, dans le nord du département de la Loire.

### Communes limitrophes
|                                    | Commelle-Vernay          | Saint-Cyr-de-Favières |
| Saint-Jean-Saint-Maurice-sur-Loire | Cordelle                 |                       |
| Bully                              | Dancé, Vézelin-sur-Loire | Saint-Priest-la-Roche |

### Géologie et relief
La superficie de la commune est de 2 664 hectares ; l'altitude varie entre 280 et 556 mètres.
Le bourg se situe à une altitude d'environ 500 mètres d'altitude. Le point le plus haut de la commune se situe à l'arrière du bourg, au lieu-dit Terrenoire.

### Hydrographie
Cordelle est située sur le plus grand méandre de la Loire.

### Climat
Pour des articles plus généraux, voir Climat d'Auvergne-Rhône-Alpes et Climat de la Loire.
En 2010, le climat de la commune est de type climat des marges montargnardes, selon une étude du Centre national de la recherche scientifique s'appuyant sur une série de données couvrant la période 1971-2000. En 2020, Météo-France publie une typologie des climats de la France métropolitaine dans laquelle la commune est exposée à un climat de montagne ou de marges de montagne et est dans la région climatique Nord-est du Massif Central, caractérisée par une pluviométrie annuelle de 800 à 1 200 mm, bien répartie dans l’année.
Pour la période 1971-2000, la température annuelle moyenne est de 10,4 °C, avec une amplitude thermique annuelle de 16 °C. Le cumul annuel moyen de précipitations est de 909 mm, avec 10,4 jours de précipitations en janvier et 7,2 jours en juillet. Pour la période 1991-2020, la température moyenne annuelle observée sur la station météorologique de Météo-France la plus proche, « Riorges - Man », sur la commune de Riorges à 11 km à vol d'oiseau, est de 12,3 °C et le cumul annuel moyen de précipitations est de 711,4 mm,. Pour l'avenir, les paramètres climatiques de la commune estimés pour 2050 selon différents scénarios d'émission de gaz à effet de serre sont consultables sur un site dédié publié par Météo-France en novembre 2022.

## Urbanisme

### Typologie
Au 1er janvier 2024, Cordelle est catégorisée commune rurale à habitat dispersé, selon la nouvelle grille communale de densité à sept niveaux définie par l'Insee en 2022.
Elle est située hors unité urbaine. Par ailleurs la commune fait partie de l'aire d'attraction de Roanne, dont elle est une commune de la couronne,. Cette aire, qui regroupe 88 communes, est catégorisée dans les aires de 50 000 à moins de 200 000 habitants,.

### Occupation des sols
L'occupation des sols de la commune, telle qu'elle ressort de la base de données européenne d’occupation biophysique des sols Corine Land Cover (CLC), est marquée par l'importance des territoires agricoles (74,6 % en 2018), en diminution par rapport à 1990 (75,5 %). La répartition détaillée en 2018 est la suivante :
prairies (45,2 %), zones agricoles hétérogènes (29,4 %), forêts (11,7 %), milieux à végétation arbustive et/ou herbacée (6,9 %), eaux continentales (5,4 %), zones urbanisées (1,4 %). L'évolution de l’occupation des sols de la commune et de ses infrastructures peut être observée sur les différentes représentations cartographiques du territoire : la carte de Cassini (XVIIIe siècle), la carte d'état-major (1820-1866) et les cartes ou photos aériennes de l'IGN pour la période actuelle (1950 à aujourd'hui).

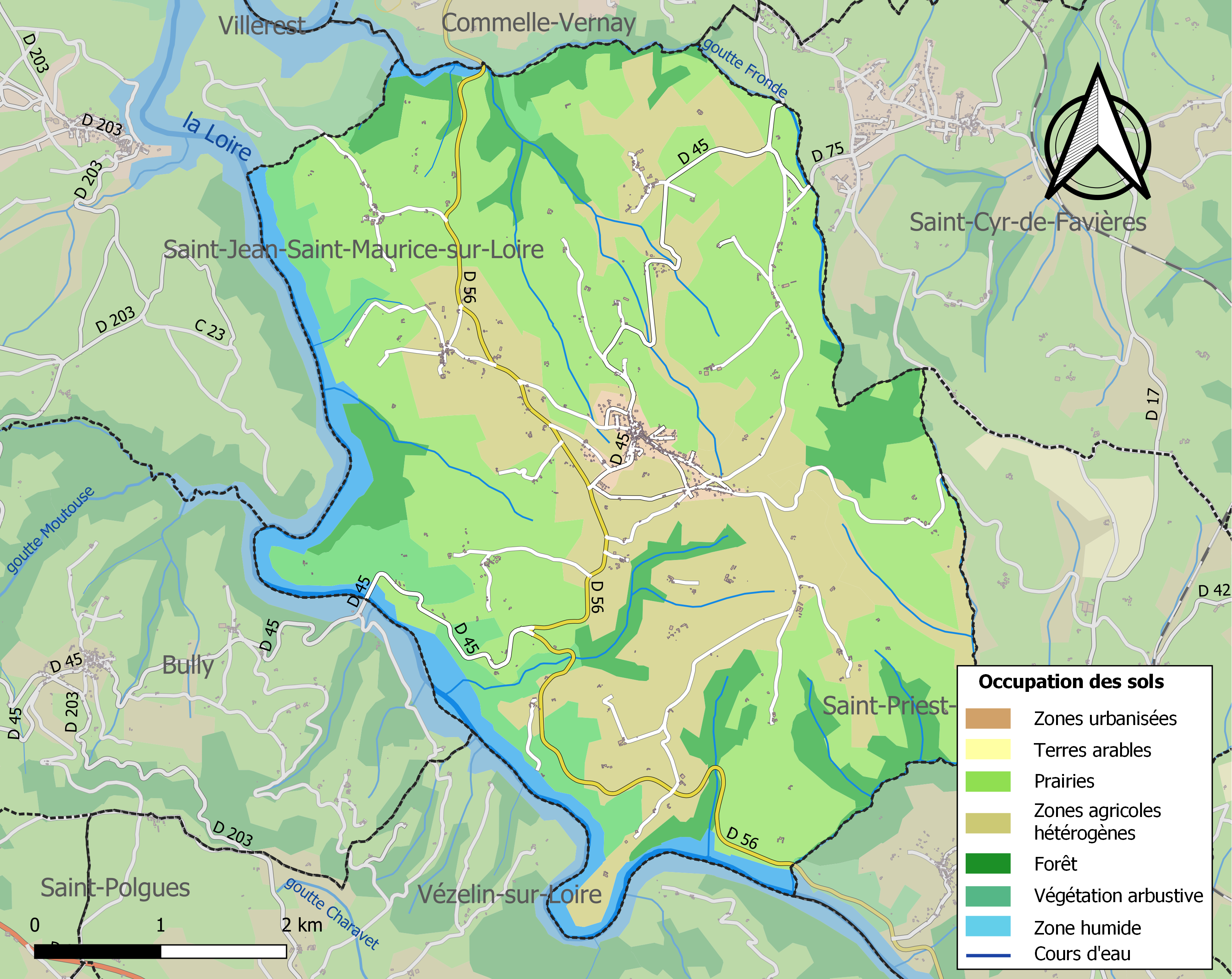
Carte des infrastructures et de l'occupation des sols de la commune en 2018 (CLC).

### Logement
En 2009, le nombre total de logements dans la commune était de 418, alors qu'il était de 394 en 1999.
Parmi ces logements, 81,7 % étaient des résidences principales, 10,6 % des résidences secondaires et 7,6 % des logements vacants. Ces logements étaient pour 92,2 % d'entre eux des maisons individuelles et pour 7,8 % des appartements.
La proportion des résidences principales, propriétés de leurs occupants était de 80,1 %, en hausse importante par rapport à 1999 (68,4 %). La part de logements HLM loués vides (logements sociaux) a augmenté : 3,9 % contre 1,2 % en 1999, leur nombre ayant diminué de 4 à 13.

## Toponymie
L'origine du nom de la commune serait probablement le nom prélatin cord (hauteur) et le suffixe diminutif ella. Au fil des années, le nom de la commune a évolué, passant de Cordella à l'époque romaine à Cordette et 1793 puis Cordelles en 1801 et enfin Cordelle (au XIXe siècle).

## Histoire
La récurrence en roannais des toponymes dérivé de SARMATAS (Sermaize, Sermaise, Sermizelles) et la mention d'un préfet des Sarmates en Gaule indiquent, selon toute vraisemblance, l'installation sur des zones publiques du fisc romain de colonies militaro-agraires constituées de Lètes sarmates au IVe – Ve siècles ap. J.-C. Ces unités d'élites de cavaliers-archers, regroupées autour d'un camp à Luré, fondèrent des villages (Sarmatiae) pour y installer leurs familles, cultivèrent la terre tout en assurant la surveillance du réseau routier.

## Politique et administration

### Administration municipale
Le nombre d'habitants au dernier recensement étant compris entre 500 et 1 499, le nombre de membres du conseil municipal est de 15.

### Liste des maires
Depuis 1978, quatre maires se sont succédé :
| Période                                  | Période    | Identité          | Étiquette | Qualité |
| ---------------------------------------- | ---------- | ----------------- | --------- | ------- |
| Les données manquantes sont à compléter. |            |                   |           |         |
| 1978                                     | 1983       | Ernest Bonne      | SE        |         |
| 1983                                     | 1989       | Georges Poussinge | SE        |         |
| 1989                                     | 1995       | Ernest Bonne      | SE        |         |
| Mars 1995                                | Avril 2014 | Jean-Paul Capitan | SE        |         |
| Avril 2014                               | En cours   | Philippe Chatre   | SE        |         |

## Population et société

### Démographie
L'évolution du nombre d'habitants est connue à travers les recensements de la population effectués dans la commune depuis 1793. Pour les communes de moins de 10 000 habitants, une enquête de recensement portant sur toute la population est réalisée tous les cinq ans, les populations de référence des années intermédiaires étant quant à elles estimées par interpolation ou extrapolation. Pour la commune, le premier recensement exhaustif entrant dans le cadre du nouveau dispositif a été réalisé en 2006.

En 2022, la commune comptait 944 habitants, en évolution de +4,54 % par rapport à 2016 (Loire : +1,32 %, France hors Mayotte : +2,11 %).
| 1793  | 1800 | 1806 | 1821  | 1831  | 1836  | 1841  | 1846  | 1851  |
| ----- | ---- | ---- | ----- | ----- | ----- | ----- | ----- | ----- |
| 1 000 | 918  | 985  | 1 086 | 1 310 | 1 336 | 1 398 | 1 401 | 1 411 |

| 1856  | 1861  | 1866  | 1872  | 1876  | 1881  | 1886  | 1891  | 1896  |
| ----- | ----- | ----- | ----- | ----- | ----- | ----- | ----- | ----- |
| 1 501 | 1 555 | 1 560 | 1 455 | 1 437 | 1 388 | 1 481 | 1 490 | 1 418 |

| 1901  | 1906  | 1911  | 1921 | 1926 | 1931 | 1936 | 1946 | 1954 |
| ----- | ----- | ----- | ---- | ---- | ---- | ---- | ---- | ---- |
| 1 353 | 1 289 | 1 214 | 999  | 934  | 954  | 927  | 814  | 721  |

| 1962 | 1968 | 1975 | 1982 | 1990 | 1999 | 2006 | 2011 | 2016 |
| ---- | ---- | ---- | ---- | ---- | ---- | ---- | ---- | ---- |
| 664  | 625  | 670  | 702  | 749  | 779  | 851  | 888  | 903  |

| 2021 | 2022 | - | - | - | - | - | - | - |
| ---- | ---- | - | - | - | - | - | - | - |
| 935  | 944  | - | - | - | - | - | - | - |

### Enseignement
Elle administre une école maternelle et une école élémentaire communales regroupant 96 élèves en 2012-2013.

## Économie

### Revenus de la population et fiscalité
En 2010, le revenu fiscal médian par ménage était de 27 566 €, ce qui plaçait Cordelle au 18 512e rang parmi les 31 525 communes de plus de 39 ménages en métropole.

### Emploi
En 2009, la population âgée de 15 à 64 ans s'élevait à 590 personnes, parmi lesquelles on comptait 71,1 % d'actifs dont 65,5 % ayant un emploi et 5,7 % de chômeurs.
On comptait 120 emplois dans la zone d'emploi, contre 94 en 1999. Le nombre d'actifs ayant un emploi résidant dans la zone d'emploi étant de 327, l'indicateur de concentration d'emploi est de 30,9 %, ce qui signifie que la zone d'emploi offre seulement un emploi pour trois habitants actifs.

### Entreprises et commerces
Au 31 décembre 2010, Cordelle comptait 47 établissements : 2 dans l’agriculture-sylviculture-pêche, 2 dans l'industrie, 7 dans la construction, 17 dans le commerce-transports-services divers et 19 étaient relatifs au secteur administratif.
En 2011, quatre entreprises ont été créées à Cordelle.

## Culture locale et patrimoine

### Lieux et monuments

#### Éléments remarquables
La commune contient deux objets classés à l'inventaire des monuments historiques :
- une statue représentant la « Vierge à l'Enfant », classée depuis le 30 décembre 1982. Elle est en bois peint, polychrome et doré, datée du XVIIIe siècle[24] ;
- une chape en soie tissée aux fils d'or et de couleurs, datée du XIXe siècle[25].

#### Autres lieux et monuments
- Lac de Villerest, à dix minutes en voiture ;
- Château de la Roche à visiter à dix minutes en voiture ;
- Ferme pédagogique du Bessy ;
- Musée Le Rétro d'engins de travaux publics et agricoles, situé au lieu-dit Fouet.
- Église Saints-Martin-et-Pancrace de Cordelle.

### Personnalités liées à la commune
- Pierre Pousset, (° 1794 - † 1883) né à Cordelle, prêtre de la paroisse Saint-Bruno à Lyon et fondateur de la Congrégation de la Sainte Famille[14].

### Héraldique
|  | Les armoiries de Cordelle se blasonnent ainsi : D’or à une burelle d’azur ondée et entée d’une pièce vers le chef, accompagnée en chef de deux grappes de raisin du même et en pointe d’une tour de gueules, ouverte et ajourée du champ et mouvant de la pointe. |